# Vilardebò (Tagamanent)
Vilardebò és una masia de Tagamanent (Vallès Oriental) inclosa a l'Inventari del Patrimoni Arquitectònic de Catalunya.

## Descripció
Masia aïllada i situada sobre el pendent del terreny. Era empedrada. Gran arcada exterior i ampliacions successives per a annexos ramaders. Teulada a doble vessant. Poques obertures i petites. Finestres allindades de pedra i d'arc conopial amb columnetes i motllura a l'ampit; solució freqüent al segle xvii.

## Història
La poca fertilitat del terreny on és situada ha creat unes necessitats ramaderes que han afavorit les dimensions extenses i els annexos de la casa. La datació s'ha fet per l'estil. Així per les finestres i les obertures escasses i petites que presenta fan datar-la bastant enrere.